# 亚洲公路84号线
亚洲公路84号线（英語：Asian Highway 84），编号為，是亞洲公路網系統中一条位于土耳其全长1,188公里的公路，从多乌巴亚泽特至梅尔辛。该线路与
 欧洲E90公路和
 欧洲E99公路一致，线路如下：

## 土耳其
- D-975 D975号国道: 多乌巴亚泽特 - 穆拉迪耶
- D-280 D280号国道（土耳其語：D 280）: 穆拉迪耶 - 埃尔吉斯
- D-290 D290号国道: 埃尔吉斯 - 阿迪尔杰瓦兹
- D-965 D965号国道（土耳其語：D 965）: 阿迪尔杰瓦兹 - 巴伊坎
- D-360 D360号国道（土耳其語：D 360）: 巴伊坎 - 迪亚巴克尔 - 锡韦雷克
- D-885 D885号国道: 锡韦雷克 - 尚勒乌尔法
- 52号公路（英语：Otoyol 52）: 尚勒乌尔法 - 加济安泰普 - 托普拉卡莱 - 阿达纳
  - 支线  53号公路（英语：Otoyol 53）: 托普拉卡莱 - 伊斯肯德伦
- 50号公路（英语：Otoyol 50）: 阿达纳
- 51号公路（英语：Otoyol 51）: 阿达纳 - 梅尔辛